# Pierre Rossignol (homme politique)
Pierre Rossignol, né le 19 juillet 1908 à Paris  et mort le 14 mars 1986 à Monaco, est un homme politique français.

## Mandats
- Député du Madagascar (1946)